# 7e étape du Tour de France Femmes 2022
Pour un article plus général, voir Tour de France Femmes 2022.
La 7e étape du Tour de France Femmes 2022 se déroule le samedi 30 juillet 2022 entre Sélestat et Le Markstein, sur une distance de 127,1 kilomètres.

## Parcours
Sur cette étape de montagne longue de 127,1 km, les coureuses enchaînent trois cols vosgiens difficiles : le Petit Ballon, le Platzerwasel et le Grand Ballon.

## Déroulement de la course
Un groupe d'une trentaine de coureuses, représentant 18 équipes différentes, prend rapidement quelques secondes d'avance mais est repris à l'approche du Petit Ballon. Annemiek van Vleuten et Demi Vollering profitent de ce col pour s'échapper, suivies par Elisa Longo Borghini puis les autres favorites. Il n'y a alors plus de peloton à proprement parler. Dans le dernier kilomètre du col du Platzerwasel, van Vleuten lâche sa compatriote et passe seule en tête au sommet, avec 25 s d'avance sur Vollering, environ 4 min sur Longo Borghini et un peu plus de 5 min sur Cecilie Uttrup Ludwig, Katarzyna Niewiadoma, Juliette Labous et Silvia Persico. Elle ne fait qu'accroître son avance au fur et à mesure de l'étape et s'impose facilement avec plus de 3 min d'avance sur Vollering et plus de 5 min sur Uttrup Ludwig. Elle s'empare du maillot jaune au détriment de sa compatriote Marianne Vos qui dominait l'épreuve avant cette étape où elle a perdu plus de 24 minutes.

## Résultats

### Classement de l'étape
| Classement de la 7e étape | Classement de la 7e étape | Classement de la 7e étape | Classement de la 7e étape | Classement de la 7e étape |
|                           | Coureur                   | Pays                      | Équipe                    | Temps                     |
| ------------------------- | ------------------------- | ------------------------- | ------------------------- | ------------------------- |
| 1er                       | Annemiek van Vleuten      | Pays-Bas                  | Movistar Women            | en 3 h 47 min 2 s         |
| 2e                        | Demi Vollering            | Pays-Bas                  | SD Worx                   | + 3 min 26 s              |
| 3e                        | Cecilie Uttrup Ludwig     | Danemark                  | FDJ-Suez-Futuroscope      | + 5 min 16 s              |
| 4e                        | Juliette Labous           | France                    | Team DSM                  | + 5 min 18 s              |
| 5e                        | Katarzyna Niewiadoma      | Pologne                   | Canyon-SRAM Racing        | + 5 min 18 s              |
| 6e                        | Silvia Persico            | Italie                    | Valcar Travel & Service   | + 6 min 56 s              |
| 7e                        | Elisa Longo Borghini      | Italie                    | Trek-Segafredo            | + 6 min 56 s              |
| 8e                        | Urška Žigart              | Slovénie                  | Team BikeExchange-Jayco   | + 7 min 23 s              |
| 9e                        | Évita Muzic               | France                    | FDJ-Suez-Futuroscope      | + 8 min 27 s              |
| 10e                       | Pauliena Rooijakkers      | Pays-Bas                  | Canyon-SRAM Racing        | + 10 min 10 s             |
| modifier                  |                           |                           |                           |                           |

### Bonifications en temps
|   | Coureuse             | Pays     | Équipe         | Secondes |
| - | -------------------- | -------- | -------------- | -------- |
| 1 | Annemiek van Vleuten | Pays-Bas | Movistar Women | 3 s      |
| 2 | Demi Vollering       | Pays-Bas | SD Worx        | 2 s      |
| 3 | Elisa Longo Borghini | Italie   | Trek-Segafredo | 1 s      |

|   | Coureuse              | Pays     | Équipe               | Secondes |
| - | --------------------- | -------- | -------------------- | -------- |
| 1 | Annemiek van Vleuten  | Pays-Bas | Movistar Women       | 10 s     |
| 2 | Demi Vollering        | Pays-Bas | SD Worx              | 6 s      |
| 3 | Cecilie Uttrup Ludwig | Danemark | FDJ-Suez-Futuroscope | 4 s      |

### Points attribués
| Sprint intermédiaire Oderen (km 93,1) | Sprint intermédiaire Oderen (km 93,1) | Sprint intermédiaire Oderen (km 93,1) | Sprint intermédiaire Oderen (km 93,1) | Sprint intermédiaire Oderen (km 93,1) |
| ------------------------------------- | ------------------------------------- | ------------------------------------- | ------------------------------------- | ------------------------------------- |
|                                       | Coureur                               | Pays                                  | Équipe                                | Point(s)                              |
| 1er                                   | Annemiek van Vleuten                  | Pays-Bas                              | Movistar Women                        | 25                                    |
| 2e                                    | Demi Vollering                        | Pays-Bas                              | SD Worx                               | 20                                    |
| 3e                                    | Elisa Longo Borghini                  | Italie                                | Trek-Segafredo                        | 17                                    |
| 4e                                    | Cecilie Uttrup Ludwig                 | Danemark                              | FDJ-Suez-Futuroscope                  | 15                                    |
| 5e                                    | Évita Muzic                           | France                                | FDJ-Suez-Futuroscope                  | 13                                    |
| 6e                                    | Juliette Labous                       | France                                | Team DSM                              | 11                                    |
| 7e                                    | Silvia Persico                        | Italie                                | Valcar Travel & Service               | 10                                    |
| 8e                                    | Katarzyna Niewiadoma                  | Pologne                               | Canyon-SRAM Racing                    | 9                                     |
| 9e                                    | Urška Žigart                          | Slovénie                              | Team BikeExchange-Jayco               | 8                                     |
| 10e                                   | Margarita Victoria García             | Espagne                               | UAE Team ADQ                          | 7                                     |
| 11e                                   | Kristen Faulkner                      | États-Unis                            | Team BikeExchange-Jayco               | 6                                     |
| 12e                                   | Veronica Ewers                        | États-Unis                            | EF Education-Tibco-SVB                | 5                                     |
| 13e                                   | Riejanne Markus                       | Pays-Bas                              | Jumbo-Visma                           | 4                                     |
| 14e                                   | Ashleigh Moolman                      | Afrique du Sud                        | SD Worx                               | 3                                     |
| 15e                                   | Pauliena Rooijakkers                  | Pays-Bas                              | Canyon-SRAM Racing                    | 2                                     |
| modifier                              |                                       |                                       |                                       |                                       |

| Arrivée d'étape Le Markstein - Fellering (km 127,1) | Arrivée d'étape Le Markstein - Fellering (km 127,1) | Arrivée d'étape Le Markstein - Fellering (km 127,1) | Arrivée d'étape Le Markstein - Fellering (km 127,1) | Arrivée d'étape Le Markstein - Fellering (km 127,1) |
| --------------------------------------------------- | --------------------------------------------------- | --------------------------------------------------- | --------------------------------------------------- | --------------------------------------------------- |
|                                                     | Coureur                                             | Pays                                                | Équipe                                              | Point(s)                                            |
| 1er                                                 | Annemiek van Vleuten                                | Pays-Bas                                            | Movistar Women                                      | 20                                                  |
| 2e                                                  | Demi Vollering                                      | Pays-Bas                                            | SD Worx                                             | 17                                                  |
| 3e                                                  | Cecilie Uttrup Ludwig                               | Danemark                                            | FDJ-Suez-Futuroscope                                | 15                                                  |
| 4e                                                  | Juliette Labous                                     | France                                              | Team DSM                                            | 13                                                  |
| 5e                                                  | Katarzyna Niewiadoma                                | Pologne                                             | Canyon-SRAM Racing                                  | 11                                                  |
| 6e                                                  | Silvia Persico                                      | Italie                                              | Valcar Travel & Service                             | 10                                                  |
| 7e                                                  | Elisa Longo Borghini                                | Italie                                              | Trek-Segafredo                                      | 9                                                   |
| 8e                                                  | Urška Žigart                                        | Slovénie                                            | Team BikeExchange-Jayco                             | 8                                                   |
| 9e                                                  | Évita Muzic                                         | France                                              | FDJ-Suez-Futuroscope                                | 7                                                   |
| 10e                                                 | Pauliena Rooijakkers                                | Pays-Bas                                            | Canyon-SRAM Racing                                  | 6                                                   |
| 11e                                                 | Veronica Ewers                                      | États-Unis                                          | EF Education-Tibco-SVB                              | 5                                                   |
| 12e                                                 | Riejanne Markus                                     | Pays-Bas                                            | Jumbo-Visma                                         | 4                                                   |
| 13e                                                 | Margarita Victoria García                           | Espagne                                             | UAE Team ADQ                                        | 3                                                   |
| 14e                                                 | Yara Kastelijn                                      | Pays-Bas                                            | Plantur-Pura                                        | 2                                                   |
| 15e                                                 | Elise Chabbey                                       | Suisse                                              | Canyon-SRAM Racing                                  | 1                                                   |
| modifier                                            |                                                     |                                                     |                                                     |                                                     |

### Cols et côtes
| Petit Ballon (km 48,6) 1re catégorie (9,3 km à 8,1 %) | Petit Ballon (km 48,6) 1re catégorie (9,3 km à 8,1 %) | Petit Ballon (km 48,6) 1re catégorie (9,3 km à 8,1 %) | Petit Ballon (km 48,6) 1re catégorie (9,3 km à 8,1 %) | Petit Ballon (km 48,6) 1re catégorie (9,3 km à 8,1 %) |
| ----------------------------------------------------- | ----------------------------------------------------- | ----------------------------------------------------- | ----------------------------------------------------- | ----------------------------------------------------- |
|                                                       | Coureur                                               | Pays                                                  | Équipe                                                | Point(s)                                              |
| 1er                                                   | Demi Vollering                                        | Pays-Bas                                              | SD Worx                                               | 10                                                    |
| 2e                                                    | Annemiek van Vleuten                                  | Pays-Bas                                              | Movistar Women                                        | 8                                                     |
| 3e                                                    | Elisa Longo Borghini                                  | Italie                                                | Trek-Segafredo                                        | 6                                                     |
| 4e                                                    | Grace Brown                                           | Australie                                             | FDJ-Suez-Futuroscope                                  | 4                                                     |
| 5e                                                    | Cecilie Uttrup Ludwig                                 | Danemark                                              | FDJ-Suez-Futuroscope                                  | 2                                                     |
| 6e                                                    | Katarzyna Niewiadoma                                  | Pologne                                               | Canyon-SRAM Racing                                    | 1                                                     |
| modifier                                              |                                                       |                                                       |                                                       |                                                       |

| Col du Platzerwasel (km 65,8) 1re catégorie (7,1 km à 8,3 %) | Col du Platzerwasel (km 65,8) 1re catégorie (7,1 km à 8,3 %) | Col du Platzerwasel (km 65,8) 1re catégorie (7,1 km à 8,3 %) | Col du Platzerwasel (km 65,8) 1re catégorie (7,1 km à 8,3 %) | Col du Platzerwasel (km 65,8) 1re catégorie (7,1 km à 8,3 %) |
| ------------------------------------------------------------ | ------------------------------------------------------------ | ------------------------------------------------------------ | ------------------------------------------------------------ | ------------------------------------------------------------ |
|                                                              | Coureur                                                      | Pays                                                         | Équipe                                                       | Point(s)                                                     |
| 1er                                                          | Annemiek van Vleuten                                         | Pays-Bas                                                     | Movistar Women                                               | 10                                                           |
| 2e                                                           | Demi Vollering                                               | Pays-Bas                                                     | SD Worx                                                      | 8                                                            |
| 3e                                                           | Elisa Longo Borghini                                         | Italie                                                       | Trek-Segafredo                                               | 6                                                            |
| 4e                                                           | Katarzyna Niewiadoma                                         | Pologne                                                      | Canyon-SRAM Racing                                           | 4                                                            |
| 5e                                                           | Cecilie Uttrup Ludwig                                        | Danemark                                                     | FDJ-Suez-Futuroscope                                         | 2                                                            |
| 6e                                                           | Silvia Persico                                               | Italie                                                       | Valcar Travel & Service                                      | 1                                                            |
| modifier                                                     |                                                              |                                                              |                                                              |                                                              |

| \| Grand Ballon (km 119,9) 1re catégorie (13,5 km à 6,7 %) \| Grand Ballon (km 119,9) 1re catégorie (13,5 km à 6,7 %) \| Grand Ballon (km 119,9) 1re catégorie (13,5 km à 6,7 %) \| Grand Ballon (km 119,9) 1re catégorie (13,5 km à 6,7 %) \| Grand Ballon (km 119,9) 1re catégorie (13,5 km à 6,7 %) \| \| ------------------------------------------------------- \| ------------------------------------------------------- \| ------------------------------------------------------- \| ------------------------------------------------------- \| ------------------------------------------------------- \| \| \| Coureur \| Pays \| Équipe \| Point(s) \| \| 1er \| Annemiek van Vleuten \| Pays-Bas \| Movistar Women \| 10 \| \| 2e \| Demi Vollering \| Pays-Bas \| SD Worx \| 8 \| \| 3e \| Katarzyna Niewiadoma \| Pologne \| Canyon-SRAM Racing \| 6 \| \| 4e \| Juliette Labous \| France \| Team DSM \| 4 \| \| 5e \| Cecilie Uttrup Ludwig \| Danemark \| FDJ-Suez-Futuroscope \| 2 \| \| 6e \| Silvia Persico \| Italie \| Valcar Travel & Service \| 1 \| \| modifier \| \| \| \| \| |                       |          |                         |          |
| Grand Ballon (km 119,9) 1re catégorie (13,5 km à 6,7 %) |                       |          |                         |          |
| | Coureur               | Pays     | Équipe                  | Point(s) |
| 1er | Annemiek van Vleuten  | Pays-Bas | Movistar Women          | 10       |
| 2e | Demi Vollering        | Pays-Bas | SD Worx                 | 8        |
| 3e | Katarzyna Niewiadoma  | Pologne  | Canyon-SRAM Racing      | 6        |
| 4e | Juliette Labous       | France   | Team DSM                | 4        |
| 5e | Cecilie Uttrup Ludwig | Danemark | FDJ-Suez-Futuroscope    | 2        |
| 6e | Silvia Persico        | Italie   | Valcar Travel & Service | 1        |
| modifier |                       |          |                         |          |

### Prix de la combativité
- Annemiek van Vleuten (Movistar Women)

## Classements à l'issue de l'étape

### Classement général
| Classement général | Classement général        | Classement général | Classement général      | Classement général  |
|                    | Coureur                   | Pays               | Équipe                  | Temps               |
| ------------------ | ------------------------- | ------------------ | ----------------------- | ------------------- |
| 1er                | Annemiek van Vleuten      | Pays-Bas           | Movistar Women          | en 23 h 18 min 31 s |
| 2e                 | Demi Vollering            | Pays-Bas           | SD Worx                 | + 3 min 14 s        |
| 3e                 | Katarzyna Niewiadoma      | Pologne            | Canyon-SRAM Racing      | + 4 min 33 s        |
| 4e                 | Juliette Labous           | France             | Team DSM                | + 5 min 22 s        |
| 5e                 | Cecilie Uttrup Ludwig     | Danemark           | FDJ-Suez-Futuroscope    | + 5 min 59 s        |
| 6e                 | Silvia Persico            | Italie             | Valcar Travel & Service | + 6 min 11 s        |
| 7e                 | Elisa Longo Borghini      | Italie             | Trek-Segafredo          | + 6 min 15 s        |
| 8e                 | Évita Muzic               | France             | FDJ-Suez-Futuroscope    | + 10 min 13 s       |
| 9e                 | Margarita Victoria García | Espagne            | UAE Team ADQ            | + 12 min 6 s        |
| 10e                | Elise Chabbey             | Suisse             | Canyon-SRAM Racing      | + 12 min 24 s       |
| modifier           |                           |                    |                         |                     |

| Classement par points | Classement par points     | Classement par points | Classement par points   | Classement par points |
| --------------------- | ------------------------- | --------------------- | ----------------------- | --------------------- |
|                       | Coureur                   | Pays                  | Équipe                  | Point(s)              |
| 1er                   | Marianne Vos              | Pays-Bas              | Jumbo-Visma             | 267 points            |
| 2e                    | Lotte Kopecky             | Belgique              | SD Worx                 | 164 pts               |
| 3e                    | Maria Giulia Confalonieri | Italie                | Ceratizit-WNT           | 102 pts               |
| 4e                    | Elisa Longo Borghini      | Italie                | Trek-Segafredo          | 94 pts                |
| 5e                    | Silvia Persico            | Italie                | Valcar Travel & Service | 91 pts                |
| 6e                    | Elisa Balsamo             | Italie                | Trek-Segafredo          | 85 pts                |
| 7e                    | Katarzyna Niewiadoma      | Pologne               | Canyon-SRAM Racing      | 80 pts                |
| 8e                    | Demi Vollering            | Pays-Bas              | SD Worx                 | 79 pts                |
| 9e                    | Maike van der Duin        | Pays-Bas              | Le Col-Wahoo            | 71 pts                |
| 10e                   | Cecilie Uttrup Ludwig     | Danemark              | FDJ-Suez-Futuroscope    | 69 pts                |
| modifier              |                           |                       |                         |                       |

| Classement de la meilleure grimpeuse | Classement de la meilleure grimpeuse | Classement de la meilleure grimpeuse | Classement de la meilleure grimpeuse | Classement de la meilleure grimpeuse |
| ------------------------------------ | ------------------------------------ | ------------------------------------ | ------------------------------------ | ------------------------------------ |
|                                      | Coureur                              | Pays                                 | Équipe                               | Point(s)                             |
| 1er                                  | Demi Vollering                       | Pays-Bas                             | SD Worx                              | 29 points                            |
| 2e                                   | Annemiek van Vleuten                 | Pays-Bas                             | Movistar Women                       | 28 pts                               |
| 3e                                   | Elisa Longo Borghini                 | Italie                               | Trek-Segafredo                       | 13 pts                               |
| 4e                                   | Katarzyna Niewiadoma                 | Pologne                              | Canyon-SRAM Racing                   | 11 pts                               |
| 5e                                   | Femke Gerritse                       | Pays-Bas                             | Parkhotel Valkenburg                 | 9 pts                                |
| 6e                                   | Cecilie Uttrup Ludwig                | Danemark                             | FDJ-Suez-Futuroscope                 | 6 pts                                |
| 7e                                   | Joscelin Lowden                      | Grande-Bretagne                      | Uno-X Pro                            | 5 pts                                |
| 8e                                   | Coralie Demay                        | France                               | St Michel-Auber 93                   | 5 pts                                |
| 9e                                   | Laura Asencio                        | France                               | Ceratizit-WNT                        | 5 pts                                |
| 10e                                  | Marie Le Net                         | France                               | FDJ-Suez-Futuroscope                 | 5 pts                                |
| modifier                             |                                      |                                      |                                      |                                      |

| Classement général de la meilleure jeune | Classement général de la meilleure jeune | Classement général de la meilleure jeune | Classement général de la meilleure jeune | Classement général de la meilleure jeune |
|                                          | Coureur                                  | Pays                                     | Équipe                                   | Temps                                    |
| ---------------------------------------- | ---------------------------------------- | ---------------------------------------- | ---------------------------------------- | ---------------------------------------- |
| 1er                                      | Shirin van Anrooij                       | Pays-Bas                                 | Trek-Segafredo                           | en 23 h 37 min 35 s                      |
| 2e                                       | Mischa Bredewold                         | Pays-Bas                                 | Parkhotel Valkenburg                     | + 5 min 12 s                             |
| 3e                                       | Julia Borgström                          | Suède                                    | AG Insurance NXTG                        | + 9 min 23 s                             |
| 4e                                       | Julie De Wilde                           | Belgique                                 | Plantur-Pura                             | + 14 min 49 s                            |
| 5e                                       | Pfeiffer Georgi                          | Grande-Bretagne                          | Team DSM                                 | + 17 min 5 s                             |
| 6e                                       | Marie Le Net                             | France                                   | FDJ-Suez-Futuroscope                     | + 19 min 12 s                            |
| 7e                                       | Vittoria Guazzini                        | Italie                                   | FDJ-Suez-Futuroscope                     | + 21 min 54 s                            |
| 8e                                       | Henrietta Christie                       | Nouvelle-Zélande                         | Human Powered Health                     | + 25 min 51 s                            |
| 9e                                       | Femke Gerritse                           | Pays-Bas                                 | Parkhotel Valkenburg                     | + 26 min 32 s                            |
| 10e                                      | Simone Boilard                           | Canada                                   | St Michel-Auber 93                       | + 28 min 28 s                            |
| modifier                                 |                                          |                                          |                                          |                                          |

| Classement par équipes | Classement par équipes  | Classement par équipes | Classement par équipes |
|                        | Équipe                  | Pays                   | Temps                  |
| ---------------------- | ----------------------- | ---------------------- | ---------------------- |
| 1re                    | Canyon-SRAM Racing      | Allemagne              | en 70 h 24 min 48 s    |
| 2e                     | FDJ-Suez-Futuroscope    | France                 | + 11 min 23 s          |
| 3e                     | SD Worx                 | Pays-Bas               | + 12 min 15 s          |
| 4e                     | Trek-Segafredo          | États-Unis             | + 15 min 52 s          |
| 5e                     | Movistar Women          | Espagne                | + 18 min 17 s          |
| 6e                     | Team BikeExchange-Jayco | Australie              | + 28 min 16 s          |
| 7e                     | Jumbo-Visma             | Pays-Bas               | + 36 min 57 s          |
| 8e                     | Team DSM                | Pays-Bas               | + 38 min 49 s          |
| 9e                     | UAE Team ADQ            | Émirats arabes unis    | + 49 min 1 s           |
| 10e                    | Plantur-Pura            | Belgique               | + 1 h 2 min 4 s        |
| modifier               |                         |                        |                        |

## Abandons
Treize coureuses quittent le Tour lors de cette étape : 
- Marlen Reusser (SD Worx) : non partante
- Franziska Koch (Team DSM) : hors délais
- Lorena Wiebes (Team DSM) : abandon
- Margaux Vigie (Valcar Travel & Service) : hors délais
- Rachele Barbieri (Liv Racing Xstra) : non partante
- Letizia Borghesi (EF Education-Tibco-SVB) : abandon
- Emily Newsom (EF Education-Tibco-SVB) : hors délais
- Gladys Verhulst (Le Col-Wahoo) : abandon
- Nicole Frain (Parkhotel Valkenburg) : abandon
- Anne van Rooijen (Parkhotel Valkenburg) : abandon
- Julia Biryukova (Arkéa) : hors délais
- Anaïs Morichon (Arkéa) : hors délais
- India Grangier (Stade Rochelais Charente-Maritime) : hors délais